# 秋田公立美術大学附属高等学院
秋田公立美術大学附属高等学院（あきたこうりつびじゅつだいがくふぞくこうとうがくいん）は、秋田県秋田市にある公立専修学校。

## 概要
1985年から、文部大臣（現在は文部科学大臣）指定専修学校高等課程。卒業者は大学入学資格が付与される。秋田公立美術大学の唯一の推薦入試指定校である。
近年は四年制大学に進学する生徒も多い。
開校当初は木工科と金工科の本科と別科、研究科を設置していた。その後、銀線細工科とデザイン科を設置している。高等専修学校となってからは本科を修業年限3年のとし、高校卒業者対象の専攻科を設置。専攻科は当初は1年課程であったが、1988年に修業年限2年専門課程に改組、これも1995年に廃止（実質的には、秋田公立美術工芸短期大学に移行の上で改組）し、現在では高等課程のみとなった。
秋田市による直接設置校であり、秋田公立美術大学を設置する公立大学法人秋田公立美術大学とは別である。

## 沿革
- 1952年（昭和27年） - 秋田市立工芸学校（2年制）開校。
- 1975年（昭和50年） - 秋田市立美術工芸専門学校と改称。
- 1985年（昭和60年） - 大学入試資格付与指定校。
- 1995年（平成7年） - 秋田公立美術工芸短期大学の開学により秋田公立美術工芸短期大学附属高等学院となる。
- 2013年（平成25年） - 校名を秋田公立美術大学附属高等学院に改称。

## 設置学科
- 工芸美術科 - 木材工芸コース
- 工芸美術科 - 金属工芸コース
- デザイン科 - インテリアデザインコース
- デザイン科 - ビジュアルデザインコース

## 主な出身者
- 玉川宣夫（金工作家・人間国宝）

## 所在地
秋田県秋田市新屋大川町12-3

## 交通アクセス
- JR秋田駅より秋田中央交通新屋線ほか「美術大学前」下車すぐ
- JR新屋駅から徒歩20分